# 好奇心は猫を殺す (映画)
『好奇心は猫を殺す』（こうきしんはねこをころす、中国語原題: 『好奇害死猫』）は、2006年製作の中国映画。日本未公開 。

## 概要
監督・脚本の張一白 （チャン・イーバイ）が、自らの出身地・中国重慶市を舞台に構想した“重慶三部曲”の第1作目。
原題の『好奇害死猫』（直訳: 好奇心は猫を殺す、英題: Curiosity Kills the Cat ）は、イギリスの諺である"Curiosity killed the cat"（好奇心はほどほどに、の意）にちなんで付けられた。
『少女 陌陌』 『鄭重と梁暁霞』 『保安 奮斗』 『千羽』の4つのパート毎に5人の中心人物を入れ替え、劇中時間を交錯させながら、物語はサスペンスタッチの不倫劇から核心へと静かに進んでいく。その過程で、夫婦関係や格差社会のひずみ、地方都市に生きる人々の孤独と渇望等、現代中国の側面も映し出される。

## ストーリー
好奇心は、時に自らも抜け出せないほどの泥沼へと引きずり込む。
重慶の高級マンション。1階にある写真店で働く陌陌 （モモ）は、現像した写真をマンションの住人に届けるのが日課。
ある日写真店の向かい側に、梁暁霞 （リャン・シャオシャー）という若い女性がネイルサロンを開店する。陌陌は、彼女がこのマンションに暮らす・鄭重 （チェン・ジョン）の愛人であることに気づく。鄭重の妻・千羽 （チェンユー）は、幼い息子・小白 （シャオバイ）の教育と趣味のバラの手入れで日々を送っていた。
家族を伴った鄭重やネイルサロンを訪れた千羽に、なに食わぬ顔で接する梁暁霞。好奇心のおもむくままに携帯電話のカメラで彼らの関係を盗み撮る陌陌は、マンションのガードマンの1人・劉奮斗 （リウ・フェンドウ）に惹かれ、行動を共にするようになる。
千羽の周辺で怪奇な出来事が続発した。鄭重は、すべては別れ話のもつれから梁暁霞が引き起こした嫌がらせだと苦悩する。そして、鄭重と千羽を更なる災難が襲うのだった。

## 配役
- 千羽 - 劉嘉玲 （カリーナ・ラウ）
- 鄭重 - 胡軍 （フー・ジュン）
- 劉奮斗 - 廖凡 （リャオ・ファン）
- 梁暁霞 - 宋佳 （ソン・ジア）
- 陌陌 - 林園 （リン・ユエン）
- 小白 - 馬千里 （マー・チェンリー）

## 評価
受賞歴
- 2007年中国金鶏百花奨: 主演女優賞（劉嘉玲）[4]
- 2007年上海影評人奨: 優秀国産映画[5]
- 2006年度娯楽大典: 主演男優賞（胡軍）・主演女優賞（劉嘉玲）・助演女優賞（宋佳）[6]

## DVD
- 日本版 『好奇心は猫を殺す』 2010年3月3日発売。販売元: CCRE。